# Sigharting
Sigharting település Ausztriában, Felső-Ausztria tartományban, a Schärdingi járásban, területe 5,66 km².

## Fekvése
Tengerszint feletti magassága 343 méter. Sigharting Diersbach, Enzenkirchen és Andorf településekkel határos.

## Népesség
Lakosainak száma 848 fő (2018. január 1.).